# Lingue di Internet
Le lingue di internet sono le lingue utilizzate per produrre i contenuti fruibili attraverso la rete internet mondiale.
La lingua più usata su Internet è l'inglese. Essa nel 2021 è parlata da oltre un miliardo di persone, di cui una piccola parte è formata da parlanti madrelingua. Tutte queste, contribuiscono a sviluppare Internet in tale lingua.
La seconda lingua di internet è il cinese standard. La lingua hindi, una delle più parlate al mondo, ha una scarsa presenza. Questo è dovuto sia alla scarsità di accesso ad Internet della maggioranza della popolazione indiana, sia alla preferenza dell'uso dell'inglese da parte di quelli che lo utilizzano.
Negli ultimi anni sono in crescita russo, arabo e portoghese.

## Lingue di internet nel 2011
Le lingue più usate in internet nel marzo 2011 sono le seguenti:
| Pos. | Lingua       | Milioni di utenti | Pop. totale |
| ---- | ------------ | ----------------- | ----------- |
| 1    | Inglese      | 565               | 1.302       |
| 2    | Cinese       | 510               | 1.372       |
| 3    | Spagnolo     | 165               | 423         |
| 4    | Giapponese   | 99                | 126         |
| 5    | Portoghese   | 83                | 254         |
| 6    | Tedesco      | 75                | 95          |
| 7    | Arabo        | 65                | 347         |
| 8    | Francese     | 60                | 348         |
| 9    | Russo        | 60                | 139         |
| 10   | Coreano      | 39                | 71          |
| -    | Italiano     | 30                | 68          |
| -    | Altre lingue | 321               | 2.356       |
| -    | Totale       | 2.100             | 6.940       |

## Lingue di internet nel settembre 2004
Le lingue più usate in internet nel settembre 2004 sono:
| Pos. | Lingua         | Milioni di utenti | % utenti | Pop. totale |
| 1    | Inglese        | 295,4             | 34,1%    | 508         |
| 2    | Cinese         | 110,0             | 12,7%    | 874         |
| 3    | Spagnolo       | 72,0              | 8,3%     | 350         |
| 4    | Giapponese     | 67,1              | 7,7%     | 125         |
| 5    | Tedesco        | 55,3              | 6,4%     | 100         |
| 6    | Francese       | 33,3              | 3,8%     | 77          |
| 7    | Coreano        | 31,3              | 3,6%     | 78          |
| 8    | Italiano       | 30,4              | 3,5%     | 62          |
| 9    | Portoghese     | 24,4              | 2,8%     | 176         |
| 10   | Russo          | 22,0              | 2,5%     | 167         |
| 11   | Malese         | 14,2              | 1,6%     | 229         |
| 12   | Olandese       | 14,0              | 1,6%     | 20          |
| 13   | Arabo          | 13,5              | 1,6%     | 300         |
| 14   | Polacco        | 9,6               | 1,1%     | 44          |
| 15   | Svedese        | 7,7               | 0,9%     | 9           |
| 16   | Thailandese    | 7,1               | 0,8%     | 46          |
| 17   | Turco          | 6,8               | 0,8%     | 67.4        |
| 18   | Vietnamita     | 5,8               | 0,7%     | 68          |
| 19   | Hindi          | 5,7               | 0,7%     | 182         |
| 20   | Persiano       | 4,6               | 0,5%     | 64          |
| 21   | Rumeno         | 4,4               | 0,5%     | 26          |
| 22   | Ceco           | 3,8               | 0,4%     | 12          |
| 23   | Ebraico        | 3,8               | 0,4%     | 5,2         |
| 24   | Danese         | 2,9               | 0,3%     | 5,4         |
| 25   | Finnico        | 2,8               | 0,3%     | 6           |
| 26   | Ungherese      | 2,5               | 0,3%     | 10          |
| 27   | Greco          | 2,4               | 0,3%     | 12          |
| 28   | Catalano       | 2,4               | 0,3%     | 6,6         |
| 29   | Norvegese      | 2,1               | 0,2%     | 5           |
| 31   | Slovacco       | 1,8               | 0,2%     | 5,6         |
| 32   | Ucraino        | 0,9               | 0,1%     | 47          |
| 33   | Lettone        | 0,9               | 0,1%     | 1,5         |
| 34   | Punjabi        | 0,8               | 0,1%     | 38          |
| 35   | Sloveno        | 0,8               | 0,1%     | 2           |
| 36   | Lituano        | 0,7               | 0,1%     | 3,1         |
| 37   | Bulgaro        | 0,6               | 0,1%     | 6,6         |
| 38   | Estone         | 0,4               | 0,0%     | 1,1         |
| 39   | Islandese      | 0,2               | 0,0%     | 0,3         |
|      | TOTALE MONDO   | 866,4             | 100,0%   | 6330        |
|      | Inglese        | 295,4             | 34,1%    | 508         |
|      | Lingue europee | 307,1             | 35,4%    | 1242        |
|      | Altre lingue   | 263,9             | 30,5%    | 4580        |